# يوأنس الثامن (بابا الإسكندرية)
يوأنس الثامن، بابا الإسكندرية وبطريرك الكرازة المرقسية للأقباط الأرثوذكس رقم 80، أصله من منية بني خصيم بالمنيا. وأقام بطريركاً 20 سنة و3 أشهر و15 يوماً، في الفترة من 14 فبراير 1300 م حتى 29 مايو 1320 م، وتوفي. وخلا الكرسي بعده شهراً واحداً وخمسة أيام.